# Lista dos deputados provinciais da 17.ª legislatura de Santa Catarina
Lista dos deputados provinciais de Santa Catarina - 17ª legislatura (1868 — 1869).
| Nº | Deputado                                   | Votos |
| -- | ------------------------------------------ | ----- |
| 1  | Manuel da Silva Mafra                      | 183   |
| 2  | Guilherme Xavier de Sousa                  | 172   |
| 3  | Francisco Pedro da Cunha                   | 165   |
| 4  | Antônio Fernandes da Costa                 | 165   |
| 5  | Olímpio Adolfo de Sousa Pitanga            | 163   |
| 6  | Duarte Paranhos Schutel                    | 162   |
| 7  | Anastácio Silveira de Sousa                | 161   |
| 8  | Carlos Fernando Cardoso                    | 160   |
| 9  | Antônio José de Sarmento Melo              | 159   |
| 10 | Francisco Duarte Silva Júnior              | 159   |
| 11 | Pedro Luís Taulois                         | 157   |
| 12 | Afonso de Albuquerque e Melo               | 157   |
| 13 | Tomás Silveira de Sousa                    | 156   |
| 14 | Francisco de Paulicéia Marques de Carvalho | 155   |
| 15 | Francisco de Almeida Varela                | 155   |
| 16 | Joaquim Gomes de Oliveira e Paiva          | 155   |
| 17 | José Caetano Cardoso                       | 153   |
| 18 | Pedro José de Sousa Lobo                   | 151   |
| 19 | Eleutério Francisco de Sousa               | 150   |
| 20 | José Leitão de Almeida                     | 150   |